# 清水義親
清水 義親（しみず よしちか）は、安土桃山時代・江戸時代の武将。出羽国の戦国大名最上義光の三男で庶子。母は側室の天童御前。最上家親の弟。清水義継（よしつぐ）の父。大蔵大輔。

## 略歴
最上氏の一族であった清水義氏の養子となり、2万1300石を領した（義氏から一字を受けて氏満（うじみつ）を別名として名乗っていたともされる）。後に長兄の最上義康の麾下に置かれて義康から偏諱を与えられて康氏（やすうじ）を名乗ったものの、義康が義光に討たれると改めて父の偏諱を受けて光氏（みつうじ）と称した。
豊臣氏の人質となった経緯から豊臣秀頼と交流があった。関ヶ原の戦いでは、上杉軍の追撃の総大将となる。1614年の大坂冬の陣の直前に、大坂方へ通じている嫌疑をかけられ、兄・家親に居城の清水城を攻められて、嫡子・義継と共に自害を余儀なくされた。
義親は豊臣家に人質になったのに対し、家親は徳川家に仕えた立場にあり、兄弟仲はあまり良くなかったとされる。また、義康が殺害された後も義親の領内では義康から義親に与えられた「義康」の印判が入った文書が発行され続けており、義親が義康を支持していて家親に反感を抱いていたとする見方もある。さらに清水の地は最上川水運の船継地と知られ、かつてはこの地を支配するために最上氏と大宝寺氏が長年争って来た経緯もあった。このため、家親が最上川水運の利権を掌握するために清水の直轄地化を図ったとする見方もある。これらの事情が重なって家親は義親を攻めたと考えられる。